# Pembroke Dock
Pembroke Dock is een plaats in het Welshe graafschap Pembrokeshire.
Pembroke Dock telt 8676 inwoners.
Van 1930 tot 1959 lag hier een luchtmachtbasis van het RAF Coastal Command, de kustbewaking. Deze basis had een belangrijk aandeel in de duikbootbestrijding tijdens de Slag om de Atlantische Oceaan.

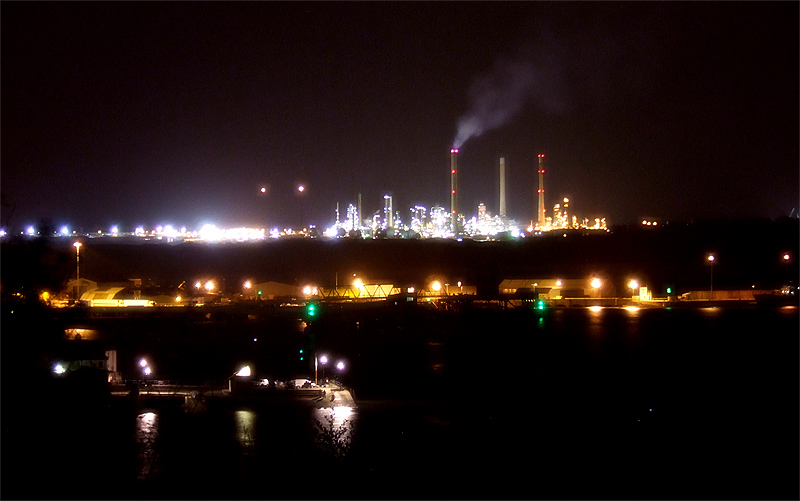
Pembroke Dock met de Chevron-raffinaderij